# Dunia (film, 2005)
Pour le film de 1946, voir Dunia (film, 1946).
Pour plus de détails, voir Fiche technique et Distribution.
Dunia est un film dramatique franco-libano-égyptien, réalisé par Jocelyne Saab, sorti en 2005,.
Le film fit scandale lors de sa sortie en Égypte car la réalisatrice y aborde des thèmes d'actualité comme l'excision ainsi que l'interdiction de l'ouvrage Les Mille et Une Nuits en Égypte pour pornographie.

## Synopsis
Dunia est une étudiante en littérature, fascinée par le soufisme. Fille de danseuse, elle souhaite suivre le parcours de sa mère, mais sa quête du plaisir se heurte à de nombreux obstacles.

## Fiche technique
Sauf indication contraire, les informations mentionnées dans cette section peuvent être confirmées par la base de données cinématographiques IMDb,  présente dans la section « Liens externes ».
- Titre : Dunia
- Titre international : Dunia: Kiss me not on my eyes
- Réalisation : Jocelyne Saab
- Scénario : Jocelyne Saab
- Costumes : Rabih Kayrouz
- Son : Fawzi Thabet
- Photographie : Jacques Bouquin
- Montage : Claude Reznic
- Musique : Patrick Leygonie, Jean-Pierre Mas
- Production : Catherine Dussart, Jocelyne Saab
- Société de production : Catherine Dussart Productions (CDP)
- Sociétés de distribution : Clair Obscur, Kairos Filmverleih, Trigon-film
- Société d'effets spéciaux : FX Cinéma
- Pays d'origine :  Égypte,  France,  Liban
- Langue : arabe
- Format : couleur - 1,85:1 - DTS / Dolby Digital / DV Kinescope - 35 mm
- Durée : 112 minutes (1 h 52)
- Date de sortie en salles :
  - France : 6 septembre 2006

## Distribution
- Hanan Tork : Dunia
- Mohamed Mounir : Beshir
- Fathy Abdel Wahab : Mamdouh
- Sawsan Badr : Arwa
- Youssef Ismail : Antar
- Ayda Reyad : Inayate
- Khaled El Sawy : Hazem

## Autour du film[3]

### Remarques
- Dans Dunia, Jocelyne Saab aborde l'excision à travers l'héroïne, qui a subi cette violence. Selon Amnesty International, 97 % des femmes sont excisées en Égypte. Cette intervention est pratiquée par deux pays arabes, l'Égypte et le Soudan.
- Jocelyne Saab a rencontré des difficultés pour obtenir une autorisation de tournage au Caire en raison du propos de son film qui aborde la sexualité féminine, sujet tabou en Égypte. Elle a dû aménager son scénario pour qu'il soit accepté par la censure[4],[5].
- En raison du scandale provoqué par le film à sa sortie, Jocelyne Saab est condamnée à mort par les fondamentalistes égyptiens. Le film est cependant primé dans de très nombreux festivals internationaux, et se trouve notamment en compétition long métrage au Festival de Sundance, aux États-Unis. Cinq ans plus tard, Dunia est devenu un film culte dans le monde arabe.

### Critiques
En regard du box-office, Dunia a reçu des critiques positives. Il est évalué à 4/5 pour 14 critiques de presse sur Allociné.

« C’est une fille qui danse avec sa peur, et qui pose la question, qui fait peur, de la femme arabe. Elle est là comme un point d’interrogation. Le Caire la dit dérangée, puisque ses questions dérangent. Le film, comme souvent chez Jocelyne Saab, est un brin trop didactique, jusque dans le détail (Dunia est systématiquement vêtue de rouge). Mais on serait mal disposé de lui reprocher d’aller seule se battre à l’encontre des tabous de la société égyptienne, parmi lesquels l’excision, nerf secret du film, touchant 97% des Égyptiennes (alors qu’il ne s’agit pas, à la base, d’une pratique islamique), et pourtant tenue soigneusement sous silence. »

— Philippe Azoury, Libération, 6 septembre 2006

« (...) "Dunia" est une belle introduction à la compréhension d'une culture terriblement réduite par les médias autant qu'un appel sans ambiguïté au respect de toutes les femmes. »

— Olivier Barlet, Africultures, 9 mars 2006.

## Distinctions
| Année | Distinction                                 | Catégorie                    | Nom            | Résultat   |
| ----- | ------------------------------------------- | ---------------------------- | -------------- | ---------- |
| 2005  | Festival international du film du Caire     | Prix honorable               | Hanan Tork     | Lauréat    |
| 2005  | Festival international du film du Caire     | Prix honorable               | Mohamed Mounir | Lauréat    |
| 2006  | Festival des films du monde de Montréal     | Grand Prix des Amériques     | Jocelyn Saab   | Nomination |
| 2006  | Festival du film de High Falls              | Meilleur film                | Jocelyn Saab   | Lauréat    |
| 2006  | Festival du film de Milan                   | Prix de la Province de Milan | Jocelyn Saab   | Lauréat    |
| 2006  | Festival du film de Sundance                | Grand prix du jury           | Jocelyn Saab   | Nomination |
| 2006  | Festival international du film d'Algarve    | Meilleur film                | Jocelyn Saab   | Lauréat    |
| 2006  | Festival international de films de Fribourg | Prix du public               | Jocelyn Saab   | Lauréat    |
| 2006  | Festival international de films de Fribourg | Prix E-Changer               | Jocelyn Saab   | Lauréat    |
| 2006  | Festival international de films de Fribourg | Grand prix                   | Jocelyn Saab   | Nomination |
| 2006  | Festival international du film du Kerala    | Faisan d'or                  | Jocelyn Saab   | Nomination |
| 2006  | Festival international du film de Singapour | Prix Écran d'Argent          | Jocelyn Saab   | Lauréat    |